# ZW-система визначення статі

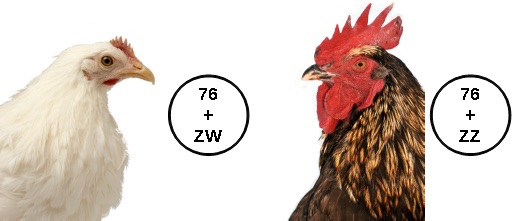
Визначення статі за ZW-системою у птахів (на прикладі курей)

ZW-система визначення статі — це хромосомна система, яка визначає стать потомства у птахів, деяких риб і ракоподібних, таких, як гігантські річкові креветки, деяких комах (включаючи метеликів і молей) і деяких плазунів, зокрема Комодських варанів. Букви Z і W використовуються, аби відрізняти цю систему від XY-системи.
На відміну від XY- і X0-систем, де сперматозоїди визначають стать, у ZW-системи стать потомства залежить від материнських яйцеклітин. Самці є гомогаметної статі (ZZ), тим часом як самиці — гетерогаметні (ZW) і в їхньому каріотипі є пара гетерохромосом. У Z-хромосоми набагато більше генів, аніж у X-хромосоми в XY-системі визначення статі.

## Значення та опис ZW- і XY-систем
Оскільки ZW-визначення статі широко варіює, до сих пір невідомо, як саме більшість видів визначають свою стать. Незважаючи на схожість між системами XY і ZW, ці дві пари статевих хромосом виникли окремо. У разі курок виявилося, що їх Z-хромосома найбільш схожа на людську 9-у аутосомну хромосому. Через це дослідники припустили, що XY- і ZW-системи хоча і не мають спільного походження, але їхні статеві хромосоми є похідними від аутосомних хромосом спільних предків. Вважається, що ці аутосоми розвинули локуси, що визначали стать, які в кінцевому підсумку перетворилися у відповідні статеві хромосоми, коли рекомбінація між хромосомами (X та Y або Z і W) була пригнічена.
2004 року було припущено, що куряча Z-хромосома імовірно є спорідненою Х-хромосомам качкодзьоба. Останній має систему із десяти хромосом, де вони утворюють полівалентний ланцюг у чоловічому мейозі, з поділом на XXXXX- і YYYYY-сперматозоїди з XY-еквівалентних хромосом на одному кінці цього ланцюга і ZW-еквівалентних хромосом на іншому.

### У птахів
Хоча не було проведено великих досліджень з іншими організмам із ZW-системою визначення статі, 2007 року дослідники оголосили, що статеві хромосоми курчат і зябликів не мають будь-якого типу дозувальної компенсації у вигляді хромосом, а замість цього, імовірно, дозування компенсується з гена на ген. Конкретні місця розташування на курячій Z-хромосомі, таке як область MHM, як вважається, демонструють регіональну дозову компенсацію, хоча дослідники стверджують, що цей регіон фактично не є місцевою дозувальною компенсацією. Подальші дослідження розширили список птахів, як-от ґави і безкільові, які не виявляють жодного типу дозувальної компенсації в усіх хромосомах, отже, маючи на увазі, що всі пташині хромосоми не мають дозувальної компенсації хромосом. Як транскрипційна, так і трансляційна генно-специфічна дозувальна компенсація спостерігалися в пташиних статевих хромосомах. Окрім того, було запропоновано залучення мікроРНК з упередженням статі для компенсування наявності двох Z-хромосом у самців птахів.
Невідомо, чи присутність W-хромосоми індукує жіночі ознаки або ж замість цього відбувається дублювання Z-хромосоми, яка індукує чоловічі; на відміну від ссавців, не було виявлено жодних птахів з подвійною W-хромосомою (тобто ZWW) або одиничною Z (Z0). Проте відомо, що видалення або пошкодження яєчників самиць птахів може призвести до розвитку чоловічого оперення, що свідчить про те, що жіночі гормони пригнічують вираження чоловічих статевих ознак у птахів.[джерело?] Є можливим, що будь-яка з умов може призвести до ембріональної смерті, або, що обидві хромосоми можуть бути відповідальні за визначення статі. У птахів ген DMRT1 є ключовим статеутворювальним генетичним фактором. Дослідження показали, що для визначення чоловічої статі потрібні дві копії цього гена. У птахів також відомі гени FET1 і ASW, наявні у W-хромосомі самиць, які схожі з геном SRY на Y-хромосомі.
ZW-система визначення статі уможливлює створення статевого зчеплення у курчат, колір яких при вилупленні різниться за статтю, тим самим роблячи процес розпізнавання їх статі простішим.

### У плазунів
3 листопада 2010 року вчені оголосили про виявлення самиці удаву справжнього, яка може виробляти потомство без парування, а шляхом безстатевого розмноження, тобто партеногенезом, народив 22 особини, всі які успадкували WW-хромосоми. Проте цей результат був досягнутий за лабораторних умов та досі ще ніхто не був свідком цього за природних обставин. Також достеменно невідомо, чи будуть самиці змії від подібного розмноження спарюватися із самцями або ж за допомогою партеногенезу, як їхня мати. Однак, оскільки їх хромосомний набір складається лиш із WW-хромосом, потомство в будь-якому разі виявиться жіночої статі. Коли ж ZW-види, наприклад, комодський варан (Varanus komodoensis), розмножуються партеногенетично, народжуються тільки самці. Це відбувається через те, що гаплоїдні яйця подвоюють свої хромосоми, внаслідок чого виходять зародкові типи ZZ або WW. З ZZ розвиваються самці, тим часом як зародки WW нежиттєздатні та не розвиваються далі у яйця.

### У молей і метеликів
Серед лускокрилих (молі і метелики) можна знайти представниць Z0, ZZW і ZZWW-каріотипів. Це дозволяє припустити, що W-хромосоми необхідні в жіночому визначенні у деяких видів (ZZW), але не в інших (Z0). Імовірно, вихідним для метеликів механізмом визначення статі був механізм Z0 (самиця)/ZZ (самець). Потім, шляхом хромосомних перебудов, виникла система визначення статі WZ (самиця)/ZZ (самець), характерна для 98 % видів метеликів. У W-хромосомі Bombyx mori (шовкопряда шовковичного; система WZ/ZZ) виявлено ген Fem, відповідальний за розвиток жіночої статі.